# Purley
Purley – dzielnica Londynu, leżąca w gminie London Borough of Croydon. W 2011 liczyła 14607 mieszkańców.